# Kleptochthonius hageni
Kleptochthonius hageni är en spindeldjursart som beskrevs av William B. Muchmore 1963. Kleptochthonius hageni ingår i släktet Kleptochthonius och familjen käkklokrypare. Inga underarter finns listade i Catalogue of Life.